# Nyctemera lacticinia
Nyctemera lacticinia là một loài bướm đêm thuộc phân họ Arctiinae, họ Erebidae. Nó được tìm thấy ở Nhật Bản, from the Oriental tropics to Đài Loan, bán đảo Mã Lai và Borneo.
Sải cánh dài khoảng 45 mm.
Ấu trùng ăn các loài Santalum. The larva is dull red with three rows of verrucae with black hair on each side. It has hair pencils directed forward from the thoracic area. The pupa is dull red.

## Hình ảnh

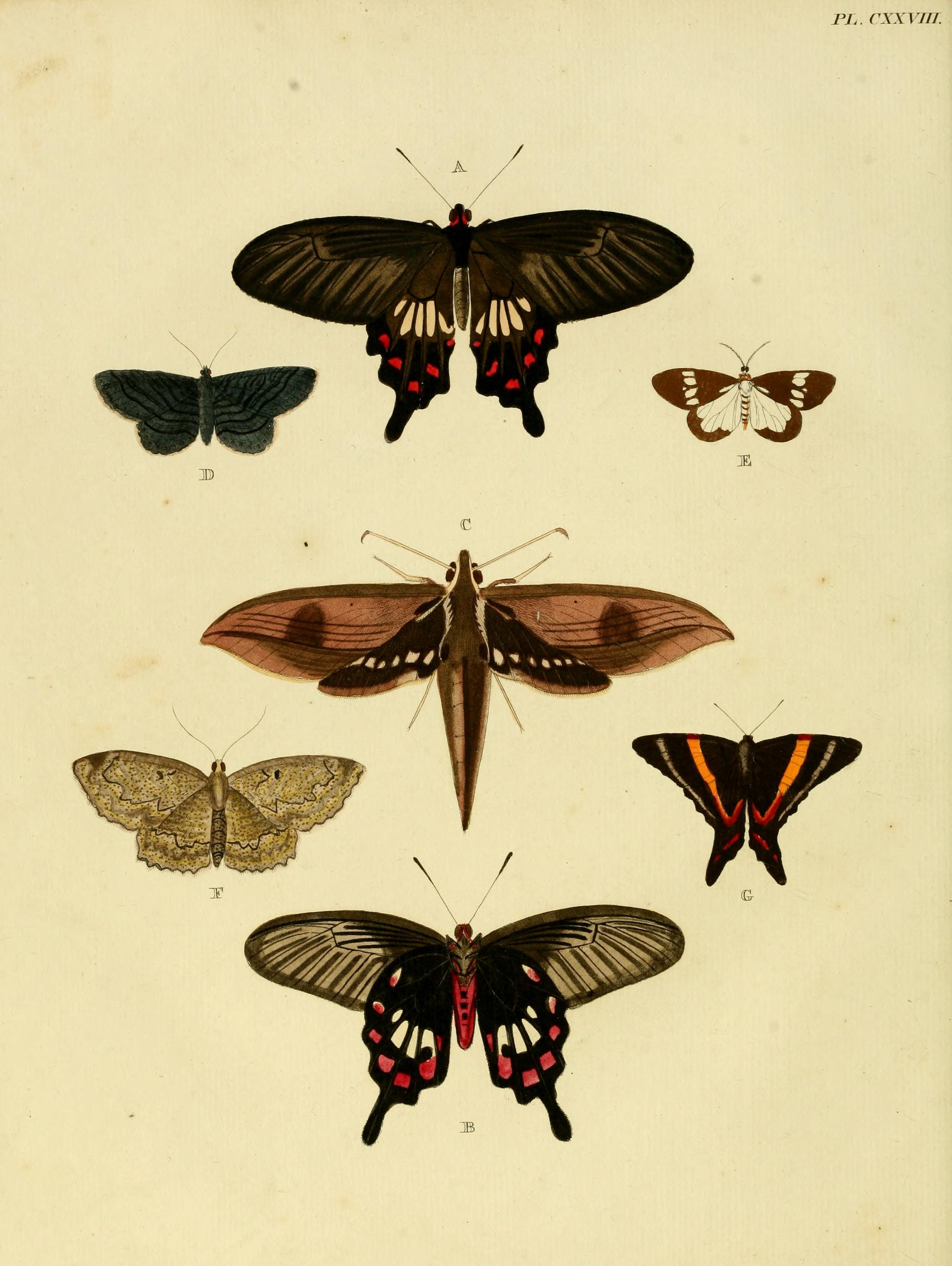
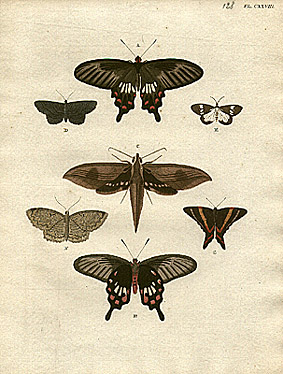